# Idaea predotaria
Idaea predotaria är en fjärilsart som beskrevs av Hartig 1952. Idaea predotaria ingår i släktet Idaea och familjen mätare. Inga underarter finns listade i Catalogue of Life.